# Jezulátko (oratorium)
Jezulátko je název vánočního scénického oratoria, jehož autorem je český hudební skladatel Pavel Helebrand. 

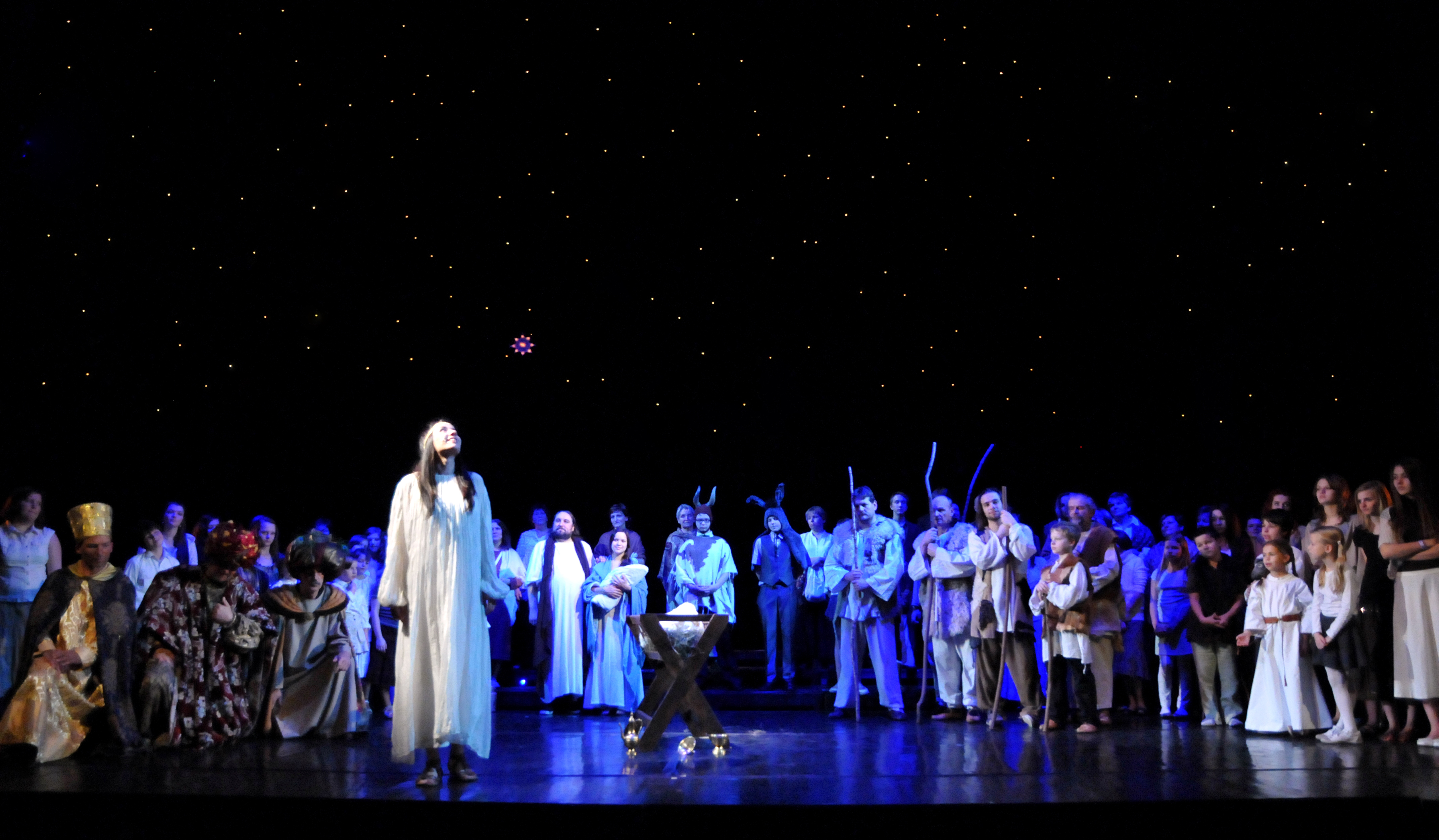
V prosinci 2012 byla první část Jezulátka uvedena v rámci adventních koncertů Národního divadla moravskoslezského.

Oratorium psal v letech 2008–2013. Děj zachycuje události spojené s narozením Ježíše Krista. Libreto čerpá inspiraci z moravských lidových vánočních her a z Lukášova evangelia, hudba rozvíjí motivy moravských koled, z nichž některé jsou organicky vřazeny do děje. V širším kontextu autorovy tvorby má Jezulátko spojitost s velikonočním oratoriem Evangelium podle houslí. Jezulátko vypráví o narození Ježíše Krista, Evangelium o jeho životě smrti a vzkříšení. Obě díla jsou polysouborová, hudebně jsou propojena motivicky, jejich libreta jsou ve veršovaném lidovém jazyce a jejich blízkost je patrná i ze scénického provedení – účinkují děti, studenti, dospělí i senioři, profesionálové i amatéři, účastní se živá zvířata a obecenstvo se zapojuje zpěvem.
15. prosince 2013 bylo dílo poprvé uvedeno ve své celistvé podobě, a to v nastudování Národního divadla moravskoslezského v Ostravě.